# Cricetulus barabensis
El hámster chino (Cricetulus barabensis) es una especie de mamífero roedor de la familia Cricetidae, originario de los desiertos del nordeste de China y Mongolia. El hámster chino generalmente se utiliza como animal de compañía y para la experimentación en investigación biomédica.

## Características
Estos animales son "medianos" entre los hámsteres enanos, mide entre 8 y 13 cm de longitud.

## Longevidad
Estos hámsteres suelen vivir entre dos y cuatro años con todos los cuidados necesarios.